# Французское астрономическое общество
Французское астрономическое общество (фр. Société astronomique de France, SAF) — некоммерческая организация, основанная в 1887 году астрономом Камиллом Фламмарионом. Общество открыто как для профессионалов, так и для любителей астрономии из всех стран мира.
Назначение организации сформулировано в её уставе:

Общество создано с целью объединить людей, которые заняты практической или теоретической астрономией, или кто заинтересован в развитии этой науки и расширении её влияния для просвещения. Его усилия должны поддержать рост и расширение этой науки, а также содействие поиску путей и средств для тех, кто хочет проводить астрономические исследования.

Общество проводит активную научную и научно-популярную деятельность. В знак признания его заслуг французский астроном Андре Патри в обсерватории Ниццы назвал открытый им  24 ноября 1940 года астероид «(4162)SAF».

## История
Общество было создано 28 января 1887 года Камиллом Фламмарионом и группой из 11 человек на квартире Фламмариона, недалеко от Парижской обсерватории. 4 апреля 1887 года была создана штаб-квартира Общества; 17 октября 1966 года штаб-квартира переехала в Maison de la Chimie, Рю Сен-Доминик, Париж 75007, а начиная с 1974 года штаб-квартира расположена на улице Бетховена, 3, Париж 75016.

## Научная деятельность
Общество публикует:
- Ежемесячный журнал «L'Astronomie».
- Периодические выпуски Observations et Travaux, посвященные методам, применяемым его членами, и полученным результатам.

Общество организует: 
- Ежемесячные конференции.
- Лекции.
- Курсы для новичков в астрономии.
- Регулярные заседания специализированных комиссий.

|                       |                                  |
| Обсерватория Сорбонны | Обсерватории Камилла Фламмариона |

Ежемесячные конференции проводятся в лекционном зале Agro ParisTech, другие мероприятия проводятся в штаб-квартире SAF в 16-м округе Парижа.
На регулярной основе SAF дает возможность широкой общественности исследовать ночное небо с двух обсерваторий:
- В обсерватории Сорбонны в 5-м округе Парижа.
- В обсерватории Камилла Фламмариона в Жувизи-сюр-Орж, южнее Парижа.

Общество имеет собственные оптические мастерские и богатую библиотеку.
Ежегодно SAF организует астрономические встречи Rencontres Astro Ciel, которые дают возможность сотням энтузиастов астрономии провести вместе 2-3 недели, наблюдая ночное небо Прованса.

## Комиссии
В SAF входит ряд специализированных комиссий по следующим тематикам.
- Кометы.
- Космология.
- Двойные звёзды.
- История астрономии.
- Астрономические инструменты.
- Метеоры, метеориты и столкновения с ними.
- Ночное небо.
- Наблюдения планет
- Планетология.
- Радиоастрономия.
- Солнечные часы.
- Солнце.

## ЖурналL'Astronomie
Современный журнал L'Astronomie неоднократно менял название. Первый выпуск, опубликованный Камиллом Фламмарионом, был опубликован за три года до создания Общества.
- L'Astronomie, revue mensuelle d'astronomie populaire (1882-1894)
- Bulletin de la Société astronomique de France (1887–1910)
- L'Astronomie : revue mensuelle d'astronomie, de météorologie et de physique du globe et bulletin de la Société astronomique de France (1911-)
- l'Astronomie  Архивная копия от 1 августа 2017 на Wayback Machine

## Награды, вручаемые Обществом
Общество присуждает ряд наград своим членам, а также известным деятелям в области астрономии во Франции и за рубежом. Не все награды вручаются каждый год, и некоторые из них были отменены.
| Премия                                        | Назначение | Частота вручения                                                             | Период действия        |
| --------------------------------------------- | --- | ---------------------------------------------------------------------------- | ---------------------- |
| Премия Жюля Жансена                           | Высшая и весьма престижная награда Общества за профессиональные астрономические труды или иные заслуги в области астрономии, Учреждена Пьером Жюлем Жансеном | Ежегодно                                                                     | С 1896 года            |
| Prix des Dames                                | За услуги любого вида, оказанные Обществу. Приз учреждён по инициативе Сильви-Камилл Фламмарион и группы женщин в Обществе | Ежегодно                                                                     | С 1896 года            |
| Prix Maurice Ballot                           | За труды в обсерватории Общества. Учреждён библиотекарем Общества Maurice Ballot | Раз в 2 года или по ситуации                                                 | С 1921 года            |
| Prix Georges Bidault de l'Isle                | Поощрение молодых людей, которые проявляют особый талант к астрономии или метеорологии. Лауреаты выбираются из участников на курсах и конференциях, в сотрудничестве с Обсерваторией или через сообщения в бюллетене за предыдущий год. До 1956 года эта награда была известна как «Prix de l'Observatoire de la Guette» | Ежегодно                                                                     | С 1925 года            |
| Prix Henry Rey                                | За особо важные труды по астрономии, вручается также серебряная медаль. Учреждена Henry Rey de Marseille | Ежегодно                                                                     | С 1926 года            |
| Prix Gabrielle et Camille Flammarion          | Признание важного открытия и заметного прогресса в астрономии или в смежной науке, либо содействие молодому исследователю, желающему начать работу в астрономии. | Годы с нечётным номером, перемежаясь с Prix Dorothea Klumpke — Isaac Roberts | С 1930 года            |
| Prix Dorothea Klumpke — Isaac Roberts         | Поощрение изучения обширных и диффузных туманностей Уильяма Гершеля, неясных объектов Барнарда или космических облаков Хагена. Учредитель: Dorothea Klumpke Roberts, в честь её покойного супруга Isaac Roberts | Через год                                                                    | С 1931 года            |
| Prix Marcel Moye                              | Молодому члену Общества (не старше 25 лет) за его/её наблюдения | Ежегодно                                                                     | С 1946 года            |
| Prix Marius Jacquemetton                      | За труды или исследования члену Общества, студенту или молодому астроному | Ежегодно                                                                     | С 1947 года            |
| Prix Viennet - Damien                         | За прекрасный образец оптики или работы в этой области астрономии | Чередуется с Prix Dorothea Klumpke — Isaac Roberts.                          | C 1949 года            |
| Prix Julien Saget                             | Любителю астрономии за выдающиеся астрономические фотографии. | Ежегодно                                                                     | С 1969 года            |
| Prix Edmond Girard                            | Поощрение за начальные шаги в астрономии или научное исследование неба над Observatoire de Juvisy | Ежегодно                                                                     | С 1974 года            |
| Prix Camus - Waitz                            | — Названа в честь Jacques Camus and Michel Waitz |                                                                              | ? — по настоящее время |
| Prix Marguerite Clerc                         | Присвоение этой премии предоставляется на усмотрение Совета SAF |                                                                              |                        |
| Prix d'Astronautique                          | За исследования в области межпланетных путешествий / космонавтики — Приз, созданный Robert Esnault-Pelterie and André-Louis Hirsch. До 1936 года носил название Prix Rep-Hirsch | По ситуации                                                                  | 1928 — 1939            |
| Médaille des Anciens Présidents               | |                                                                              |                        |
| Médaille Commémorative                        | | Ежегодно                                                                     | С 1901 года            |
| Médaille du Soixantenaire                     | Отмечает 60-летний непрерывный стаж членства в Обществе | По ситуации                                                                  | ? — настоящее время    |
| Plaquette du Centenaire de Camille Flammarion | За выдающиеся заслуги перед Обществом | Ежегодно                                                                     | С 1956 года            |

## Список президентов Общества
По профессии большинство президентов Общества были астрономами (28 из 49), затем идут физики (11). Остальные профессии включают математиков, инженеров, врача, двух генералов, писателя, историка и принца Ролана Бонапарта.
| Фамилия                     | Профессия                                                | Годы президентства |
| --------------------------- | -------------------------------------------------------- | ------------------ |
| Камилл Фламмарион           | Астроном, основатель Общества                            | 1887-1889          |
| Эрве Фай                    | Астроном                                                 | 1889-1891          |
| Анатоль Буке де ла Грийе    | Инженер-гидрограф, географ, астроном                     | 1892-1893          |
| Франсуа Феликс Тиссеран     | Астроном                                                 | 1893-1895          |
| Пьер Жюль Жансен            | Астроном                                                 | 1895-1897          |
| Альфред Корню               | Физик                                                    | 1897-1899          |
| Octave Callandreau          | Физик                                                    | 1899-1901          |
| Анри Пуанкаре               | Математик, физик, философ                                | 1901-1903          |
| Габриэль Липпман            | Физик, изобретатель                                      | 1903-1904          |
| Chrétien Édouard Caspari    | Астроном, инженер-гидрограф                              | 1905-1907          |
| Анри Александр Деландр      | Астроном                                                 | 1907-1909          |
| Эдуард Бениамин Байо        | Астроном                                                 | 1909-1911          |
| Пьер Анри Пюизё             | Астроном                                                 | 1911-1913          |
| Aymar de la Baume Pluvinel  | Астроном                                                 | 1913-1919          |
| Поль Эмиль Аппель           | Математик                                                | 1919-1921          |
| Ролан Бонапарт              | Принц, президент Французского географического общества   | 1921-1923          |
| Charles Lallemand           | Геофизик                                                 | 1923-1925          |
| Gustave-Auguste Ferrié      | Генерал, изобретатель                                    | 1925-1927          |
| Eugène Fichot               | Гидрограф                                                | 1927-1929          |
| Georges Perrier             | Генерал, президент Французского географического общества | 1929-1931          |
| Шарль Фабри                 | Физик                                                    | 1931-1933          |
| Эрнест Эклангон             | Астроном, математик                                      | 1933-1935          |
| Jules Baillaud              | Астроном                                                 | 1935-1937          |
| Charles Maurain             | Геофизик                                                 | 1937-1939          |
| Fernand Baldet              | Астроном                                                 | 1939-1945          |
| Бернар Лио                  | Астроном                                                 | 1945-1947          |
| Андре Данжон                | Астроном                                                 | 1947-1949          |
| Lucien d’Azambuja           | Астроном                                                 | 1949-1951          |
| Jean Cabannes               | Физик                                                    | 1951-1953          |
| Pierre Chevenard            | Горный инженер                                           | 1953-1955          |
| Андре Жозеф Александр Кудер | Астроном, инженер-оптик                                  | 1955-1957          |
| Albert Perard               | Физик, метеоролог                                        | 1957-1958          |
| Жан Кулон                   | Геофизик, математик                                      | 1958-1960          |
| Андре Лальман               | Астроном                                                 | 1960-1962          |
| Андре Данжон                | Астроном                                                 | 1962-1964          |
| Pierre Tardi                | Астроном                                                 | 1964-1966          |
| Jean Rösch                  | Астроном                                                 | 1966-1970          |
| Жан Ковалевский             | Астроном                                                 | 1970-1973          |
| Жан-Клод Пекер              | Астроном                                                 | 1973-1976          |
| Bruno Morando               | Астроном                                                 | 1976-1979          |
| Одуэн Дольфюс               | Астроном                                                 | 1979-1981          |
| Jacques Boulon              | Астроном                                                 | 1981-1984          |
| Paul Simon                  | Астроном                                                 | 1984-1987          |
| Philippe de la Cotardière   | Писатель, популяризатор науки                            | 1987-1993          |
| Jean-Claude Ribes           | Радиоастроном                                            | 1993-1997          |
| Roger Ferlet                | Астрофизик                                               | 1997-2001          |
| Patrick Guibert             | Инженер                                                  | 2001-2005          |
| Philippe Morel              | Врач                                                     | 2005-2014          |
| Patrick Baradeau            | Историк, публицист                                       | С 2014 года        |